# Rechtsextremismus-Datei-Gesetz
Das Rechtsextremismus-Datei-Gesetz (RED-G) regelt die Errichtung, Führung und Nutzung einer gemeinsamen Datei von Polizei und Nachrichtendiensten zum Zwecke der Bekämpfung des gewaltbezogenen Rechtsextremismus in der Bundesrepublik Deutschland.
Das Gesetz wurde als Artikel 1 des Gesetzes zur Verbesserung der Bekämpfung des Rechtsextremismus vom 20. August 2012 beschlossen und verkündet.
Im Gesetzgebungsverfahren wurde eine Erweiterung der seit 2006 bestehenden Antiterrordatei um den Rechtsextremismus geprüft, aber abgelehnt. Im Gegensatz zum internationalen Terrorismus habe für den gewaltbezogenen Rechtsextremismus in Deutschland der Bundesnachrichtendienst keinen gesetzlichen Auftrag und solle deshalb keinen Zugriff auf die Datei haben. Außerdem könne die vorhandene Computerhardware nicht für einen weiteren Personenkreis mitbenutzt werden, da sie für den internationalen Terrorismus ausgelegt und vollständig ausgelastet sei. Mit dem RED-G wurden daher die gesetzlichen Grundlagen für die Errichtung einer gesonderten Rechtsextremismus-Datei und deren Nutzung durch Polizei und Nachrichtendienste geschaffen.

## Inhalt
Beteiligte Behörden sind das Bundeskriminalamt (BKA), die in der Rechtsverordnung nach § 58 Abs. 1 des Bundespolizeigesetzes bestimmte Bundespolizeibehörde, die Landeskriminalämter, die Verfassungsschutzbehörden des Bundes und der Länder sowie der Militärische Abschirmdienst (MAD), die beim BKA zur Erfüllung ihrer jeweiligen Aufgaben eine gemeinsame Datei mit personenbezogenen Daten führen (§ 1 Abs. 1 RED-G).
Über die in Art. 3 des Gesetzes zur Verbesserung der Bekämpfung des Rechtsextremismus festgelegte wissenschaftliche Evaluation zur Anwendung des RED-G unterrichtete die Bundesregierung den Deutschen Bundestag im April 2016.
Das RED-G schränkt die Grundrechte des Brief-, Post- und Fernmeldegeheimnisses nach Artikel 10 und der Unverletzlichkeit der Wohnung nach Artikel 13 des Grundgesetzes ein.

## Rechtsextremismus-Datei
Über die bereits vorhandenen Regelungen zur Datenerhebung und -übermittlung einzelner Sicherheitsbehörden sowie Regelungen über Verbunddateien wie INPOL hinaus lässt das RED-G gemeinsame Dateien zur Bekämpfung des Rechtsextremismus dauerhaft zu, an denen sowohl Polizeibehörden als auch Nachrichtendienste beteiligt sind.
Ein bereits bei einzelnen Behörden vorhandener Datenbestand, etwa Daten, die im Rahmen einer Telekommunikationsüberwachung nach § 100a StPO oder dem Artikel 10-Gesetz erlangt worden sind, werden in der Rechtsextremismus-Datei zusammengeführt und können in einem automatisierten Abrufverfahren von allen beteiligten Behörden genutzt werden. Zu diesem Zwecke werden die beteiligten Behörden verpflichtet, in der Datei bestimmte Daten zu den relevanten Personen und Objekten zu speichern.

### Begriff
Rechtsextremismus ist der Oberbegriff für bestimmte verfassungsfeindliche Bestrebungen, die sich gegen die im Grundgesetz konkretisierte fundamentale Gleichheit der Menschen richten und die universelle Geltung der Menschenrechte ablehnen. Rechtsextremisten sind Feinde des demokratischen Verfassungsstaates, sie haben ein autoritäres Staatsverständnis, das bis hin zur Forderung nach einem nach dem Führerprinzip aufgebauten Staatswesen ausgeprägt sein kann. Das rechtsextremistische Weltbild ist geprägt von einer Überbewertung ethnischer Zugehörigkeit, aus der u. a. Fremdenfeindlichkeit und insbesondere Antisemitismus resultiert. Dabei herrscht die Auffassung vor, die Zugehörigkeit zu einer Ethnie, Nation oder „Rasse“ bestimme den Wert eines Menschen. Individuelle Rechte und gesellschaftliche Interessenvertretungen treten zugunsten kollektivistischer „volksgemeinschaftlicher“ Konstrukte zurück.

### Zu speichernde Daten
In der Datei werden gem. § 3 RED-G gespeichert:
1. Grunddaten wie Personalien und Lichtbilder zur Identifizierung einer bestimmten Person oder eines bestimmten Objekts
2. erweiterte Grunddaten, die in ihrer Gesamtheit eine Gefährdungseinschätzung ermöglichen wie Telekommunikationsanschlüsse, Bankverbindungen, besondere Kenntnisse und Fertigkeiten in der Herstellung oder im Umgang mit Sprengstoffen oder Waffen, Fahrlizenzen und Luftfahrtscheine sowie genutzte Fahrzeuge, aktuelle Haftbefehle mit rechtsextremistischem Hintergrund, aktuelle und frühere Mitgliedschaften sowie Funktionen (Funktionär, Mitglied oder Anhänger) in rechtsextremistischen Vereinen, Organisationen und Netzwerken, Kontaktpersonen zu den jeweiligen Personen und
3. die Angabe der Behörde, die über die Erkenntnisse verfügt, sowie das zugehörige Aktenzeichen und, soweit vorhanden, die jeweilige Einstufung als Verschlusssache.

Mit Verwaltungsvorschrift vom 3. Juli 2015 hat das BKA nach § 3 Abs. 4 RED-G zu besonderen Fähigkeiten, gegenwärtigen oder früheren Tätigkeiten sowie von der betreffenden Person besuchten Orten nähere Kriterien und Kategorien festgelegt.

### Erweiterte Datennutzung
Eine erweiterte Nutzung gem. § 7 Abs. 5 RED-G ist das Herstellen von Zusammenhängen zwischen Personen, Personengruppierungen, Institutionen, Objekten und Sachen, der Ausschluss von unbedeutenden Informationen und Erkenntnissen, die Zuordnung eingehender Informationen zu bekannten Sachverhalten sowie die statistische Auswertung der gespeicherten Daten. Sie darf nur mit Zustimmung der G 10-Kommission vollzogen werden.
Insbesondere in der Nachbereitung der „Ceska“-Morde bzw. der Morde des „Zwickauer Trios“ habe sich nicht ein Defizit an der Informationsbeschaffung, sondern am Informationsfluss und der Informationsbewertung durch die einzelnen Sicherheitsbehörden von Bund und Ländern gezeigt. Die Erkenntnisse, die das BKA, ein LKA oder weitere beteiligte Polizeibehörden aus einer erweiterten Datennutzung erhalten, dürfen an die das strafrechtliche Ermittlungsverfahren führende Staatsanwaltschaft übermittelt werden, wenn diese Behörden auf deren Ersuchen oder in deren Auftrag gehandelt haben. Diese kann die übermittelten Daten für Zwecke des Strafverfahrens nutzen.
Die datenschutzrechtliche Kontrolle obliegt dem Bundesbeauftragten für den Datenschutz und die Informationsfreiheit zusammen mit den Landesbeauftragten für Datenschutz.

## Entscheidung des Bundesverfassungsgerichts
Soweit Regelungen im RED-G denen des Antiterrordateigesetzes (ATDG) entsprachen, ergab sich aus dem Urteil des Bundesverfassungsgerichts vom 24. April 2013 zur Verfassungsmäßigkeit der Antiterrordatei auch ein Änderungsbedarf im RED-G. Die Vorgaben des Bundesverfassungsgerichts wurden mit Gesetz vom 18. Dezember 2014 zum 1. Januar 2015 sowohl im ATDG auch im RED-G vom Bundestag umgesetzt.